# Nicola Pongolini
Nicola Pongolini (Fidenza, 13 dicembre 1994) è un giocatore di bowling italiano, campione del mondo con la nazionale italiana nel 2018.

## Biografia
Nel 2001 comincia a giocare a bowling presso il Bowling Mirò di Salsomaggiore Terme.
Nel 2012 viene convocato per la prima volta nella nazionale juniores per i Campionati europei juniores di Aalborg, in cui conquista la medaglia di bronzo nella specialità Masters. Nel maggio dello stesso anno, durante il Memorial Tosato Blandino realizza il suo primo 300 ufficiale. Nel 2013 entra a far parte dell'A.S. Galeone dove rimarrà per tre stagioni. Ad aprile ai Campionati europei juniores di Vienna conquista una medaglia d'argento nella specialità doppio con Antonino Fiorentino.
Nel giugno 2015 viene convocato per la prima volta in nazionale maggiore per i Campionati europei di Aalborg. Nel 2016 insieme ad Antonino Fiorentino, Alessandro Santu e Tommaso Radi fonda l'A.S.D. Delirium a Salsomaggiore Terme. Ad aprile si laurea campione italiano di doppio con Antonino Fiorentino, il primo di tre titoli consecutivi (2016, 2017, 2018) nella stessa specialità. Ad agosto viene convocato per i Campionati europei di Bruxelles.
Nel 2017 vince per la prima volta il Campionato italiano di singolo e viene convocato per i Campionati mondiali di Las Vegas. Nel 2018 ai campionati mondiali di Hong Kong vince l'oro nella specialità squadra insieme a Antonino Fiorentino, Erik Davolio, Marco Reviglio, Pierpaolo De Filippi e Marco Parapini, battendo 2-1 in semifinale il Canada e 2-0 in finale gli Stati Uniti.
Nel 2019 ai Campionati europei di giugno a Monaco di Baviera vince l'oro nella specialità Tris insieme a Antonino Fiorentino e Alessandro Santu, e il bronzo nella specialità Squadra, in cui gli azzurri perdono in semifinale dalla Germania.
A gennaio 2020 conquista il suo primo titolo EBT in Irlanda vincendo il 32º Irish Open, siglando anche un 300.
Nel 2020 a settembre vince per la quarta volta il Campionato italiano di doppio con Antonino Fiorentino. Nel 2021 a maggio si ripete nella stessa specialità per la quinta volta.
Nel 2021 a settembre vince per la seconda volta il campionato italiano di singolo a San Marino. A ottobre conquista la medaglia di bronzo alla Coppa dei Campioni a Chania disputando anche una partita perfetta. A novembre al Campionato del Mondo a Dubai conquista la medaglia di bronzo nella specialità di singolo, giocando la finale all'Expo 2020 di Dubai.
Nel 2022 a gennaio vince il 52º Brunswick Ballmaster Open a Helsinki, battendo in finale lo svedese Pontus Andersson, e conquistando così il suo secondo titolo EBT. A giugno, ai Campionati europei di Helsinki vince per la seconda volta consecutiva l'oro nella specialità Tris, di nuovo insieme a Antonino Fiorentino e Alessandro Santu, battendo le due formazioni della Svezia in semifinale e finale. Conquista anche l'argento nella specialità Squadra, battendo in semifinale i padroni di casa della Finlandia, e perdendo poi in finale contro l'Olanda.
Nicola Pongolini il 15 gennaio 2023 torna in Finlandia a difendere il titolo del BallMaster Open, fa una splendida qualifica facendo 1422 in 6 partite, facendo 300 nello step 3 di finale e concludendo in quarta posizione.
Nel 2024 è stato il primo Italiano a fare parte di un torneo PBA(Professional Bowling Association)  in America a Detroit, sfiorando la finale televisiva arrivando quinto sul pattern Shark, si è qualificato per il World Champions dove si qualificano i primi 16 su 48 partite di qualificazioni, insomma un'impresa che verrà ricordata per molto tempo. 